# حوزه انتخابیه بوکان
حوزهٔ انتخابیه بوکان یکی از حوزه‌های استان آذربایجان غربی برای انتخابات مجلس شورای اسلامی است. این حوزه به مرکزیت شهر بوکان، ۱ نماینده دارد. شهرستان بوکان متشکل از دو بخش مرکزی و سیمینه است.
محمدقسیم عثمانی نمایندهٔ دوازدهمین دور مجلس شورای اسلامی از این حوزهٔ انتخابیه است.

## پیشینه تاریخی
در اسناد دوره مشروطه تا اوایل دوره پهلوی، سقز و بانه از توابع بوکان ذکر شده‌اند. این تابعیت و تقسیمات محلی توسط محمدحسین خان سردار (نوه عزیزخان مکری) صورت گرفته بود. اما پس از مرگ خانوادهٔ سردار، در تقسیمات کشوری سال ۱۳۱۶ بوکان بعنوان بخش تعریف شد و تا سال ۱۳۳۹ شمسی، کرسی مستقل در مجلس شورای ملی ایران نداشت.

## نمایندگان

### دورهٔ دوازدهم
1. محمدقسیم عثمانی

### فهرست نمایندگان مجلس شورای اسلامی
فهرست نمایندگان شهرستان بوکان از ابتدای انقلاب سال ۱۳۵۷ تا اکنون به ترتیب سال:
| تاریخ            | نام و نام خانوادگی   | دوره مجلس | مجموع آرا حوزه | آرای کسب کرده |
| ---------------- | -------------------- | --------- | -------------- | ------------- |
| ۲۴ اسفند ۱۳۵۸    | محمد شاورانی         | یکم       | ۱۶۳۱۵          | ۱۱۲۷۶         |
| ۲۶ اسفند ۱۳۶۳    | محمد شاورانی         | دوم       | ۲۴۳۹۲          | ۱۴۵۳۱         |
| ۲۳ اردیبهشت ۱۳۶۷ | احمد طه              | سوم       | ۳۱۱۳۲          | ۱۸۱۹۵         |
| ۲۱ اردیبهشت ۱۳۷۱ | احمد طه              | چهارم     | ۵۸۸۶۶          | ۲۴۹۳۴         |
| ۱۸ اسفند ۱۳۷۴    | انور حبیب‌زاده بوکانی | پنجم      | ۸۶۶۹۵          | ۴۸۳۱۹         |
| ۲۹ بهمن ۱۳۷۸     | رحمان نامجو          | ششم       | ۸۸۳۳۸          | ۳۳۲۷۳         |
| ۱ اسفند ۱۳۸۲     | انور حبیب‌زاده بوکانی | هفتم      | ۵۱۹۹۵          | ۲۶۱۶۵         |
| ۲۴ اسفند ۱۳۸۶    | محمد قسیم عثمانی     | هشتم      | ۷۰۹۷۲          | ۳۶۹۴۰         |
| ۱۲ اسفند ۱۳۹۰    | محمد قسیم عثمانی     | نهم       | ۹۷۷۷۷          | ۶۸۱۹۱         |
| ۷ اسفند ۱۳۹۴     | محمد قسیم عثمانی     | دهم       | ۱۰۶۶۰۹         | ۴۷۱۶۲         |
| ۲ اسفند ۱۳۹۸     | انور حبیب‌زاده بوکانی | یازدهم    | ۴۸٬۳۵۰         | ۲۶۹۶۵         |
| ۱۱ اسفند ۱۴۰۲    | محمد قسیم عثمانی     | دوازدهم   | ۴۷۹۶۶          | ۱۳٬۱۴۱        |

### فهرست نمایندگان مجلس شورای ملی
فهرست نمایندگان شورای ملی بوکان از سال ۱۳۳۹ تا ۱۳۵۴ خورشیدی:
| تاریخ          | نام و نام خانوادگی  | دوره مجلس    | مجموع آرا حوزه | آرای کسب کرده |
| -------------- | ------------------- | ------------ | -------------- | ------------- |
| ۹ مرداد ۱۳۳۹   | عبدالله ایلخانی‌زاده | بیستم        | ۹۷۶۱           | ۷۸۲۱          |
| ۱۴ مهر ۱۳۴۲    | علی مدنی            | بیست و یکم   | ۱۱۵۲۱          | ۹۵۳۸          |
| ۱۴ مهر ۱۳۴۶    | علی مدنی            | بیست و دوم   | ۱۱۹۲۶          | ۹۶۱۴          |
| ۹ شهریور ۱۳۵۰  | سلیمان انوشیروانی   | بیست و سوم   | ۶۷۹۷           | ۶۷۴۱          |
| ۱۷ شهریور ۱۳۵۴ | محمد نوری           | بیست و چهارم | ۷۵۷۹           | ۴۰۴۹          |

## پی‌نوشت و منبع
1. ↑  «نتایج سرشماری عمومی نفوس و مسکن ۱۳۹۵». درگاه ملی مرکز آمار ایران. ۲۳ اسفند ۱۳۹۵. دریافت‌شده در ۷ فروردین ۱۳۹۶.
2. ↑  «نماینده مردم بوکان در مجلس دوازدهم مشخص شد». خبرگزاری ایلنا. ۲۰۲۴-۰۳-۰۲. دریافت‌شده در ۲۰۲۴-۰۳-۰۲.
3. ↑  «نتایج انتخابات مجلس شورای اسلامی در آذربایجان غربی - اورنا نیوز». urnanews.ir. دریافت‌شده در ۲۰۲۴-۰۴-۰۱.
4. ↑  «سایه روشنِ کسوف ۱۲۹۳ بر برهه ای از تاریخ سقز». واکاوی. ۲۰۱۹-۰۸-۱۹. دریافت‌شده در ۲۰۲۲-۰۱-۰۹.

- «جدول حوزه‌های انتخابیه در انتخابات نهمین دورهٔ مجلس شورای اسلامی» (PDF). مرکز پژوهش و سنجش افکار صدا و سیما. بایگانی‌شده از اصلی (PDF) در ۵ اکتبر ۲۰۱۸. دریافت‌شده در ۱ ژوئن ۲۰۱۶.